# Gąski (województwo dolnośląskie)
Gąski – wieś w Polsce, w województwie dolnośląskim, w powiecie trzebnickim, w gminie Prusice.
Do 31 grudnia 2024 miejscowość była przysiółkiem wsi Kaszyce Wielkie.